# Stemonuraceae
Die Stemonuraceae sind eine Familie innerhalb der Bedecktsamigen Pflanzen (Magnoliopsida).

## Beschreibung
Die Arten der Familie sind verholzende Pflanzen: Bäume und Sträucher. Die wechselständigen, einfachen Laubblätter sind oft gestielt und ledrig. Nebenblätter fehlen.
Sie sind meist zweihäusig getrenntgeschlechtig (diözisch). Es werden zymöse Blütenstände gebildet. Die kleinen, nicht duftenden, radiärsymmetrischen Blüten sind vier- bis fünfzählig (selten bis siebenzählig). Die Kelchblätter sind mehr oder weniger frei. Die Kronblätter sind verwachsen. Es ist nur ein Staubblattkreis vorhanden, mit kräftigen, oft auffallend behaarten Staubfäden (Filamenten). Die Fruchtblätter sind zu einem oberständigen Fruchtknoten verwachsen, mit einer breiten, sitzenden Narbe. Es werden Steinfrüchte gebildet.

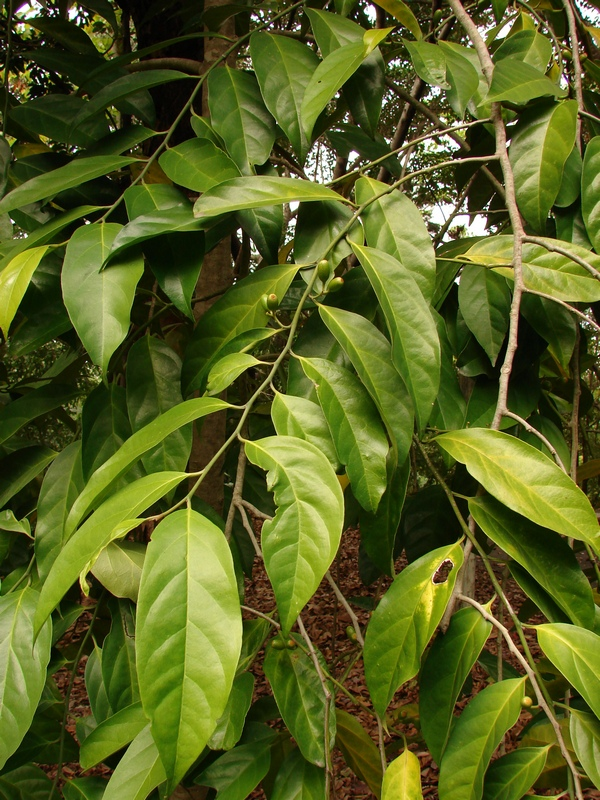
Gomphandra australiana mit Früchten

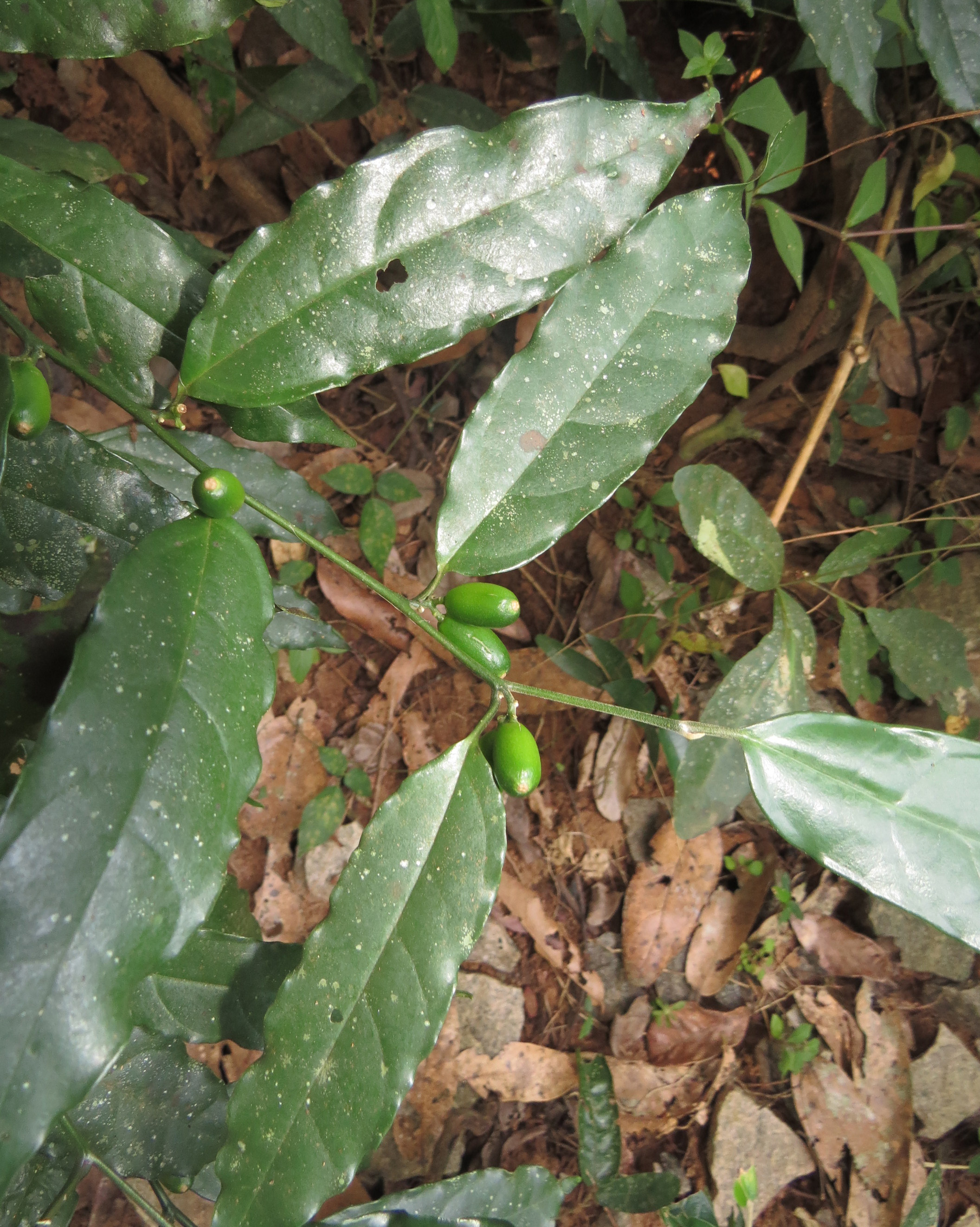
Zweig mit Laubblättern und unreifen Früchten von Gomphandra tetrandra

## Systematik und Verbreitung
Die Taxa haben ihre Heimat in den Tropen. Das Zentrum der Artenvielfalt ist der Pazifische Raum von Südostasien bis Queensland (Australien). Jeweils einige Arten findet man in der Neotropis, auf dem indischen Subkontinent und in Afrika einschließlich Madagaskar.
Einige Autoren stellen diese Taxa in die Familie der Icacinaceae Miers.
Die Familie der Stemonuraceae enthält etwa zwölf Gattungen mit etwa 80 Arten:
- Cantleya Ridl.: Es gibt nur zwei Arten:
  - Cantleya corniculata (Becc.) R.Howard: Sie ist in Malaysia sowie Indonesien verbreitet und liefert witterungsbeständiges Holz mit dem Handelsnamen Dedaru.
  - Cantleya johorica Ridl.: Sie wurde von der Malaiischen Halbinsel beschrieben.
- Codiocarpus R.A.Howard: Die nur zwei Arten sind in Indomalesien verbreitet.[2]
- Discophora Miers (Syn.: Kummeria Mart.): Die etwa vier Arten sind von Costa Rica bis Bolivien verbreitet.[2]
- Gastrolepis Tiegh.: Sie enthält nur eine Art:
  - Gastrolepis austrocaledonica (Baill.)R.Howard: Sie kommt nur in Neukaledonien vor.[2]
- Gomphandra Wall. ex Lindl.: Die etwa 33 Arten sind vom tropischen Asien bis ins nordöstliche Australien verbreitet.
  - Gomphandra mollis Merr.: Aus Vietnam und aus Zentralchina.
- Grisollea Baill.: Es gibt nur drei Arten:[3]
  - Grisollea crassifolia Schori, Lowry & G.E.Schatz: Sie wurde 2013 erstbeschrieben und kommt nur im östlichen Madagaskar vor.
  - Grisollea myriantha Baill.: Sie kommt nur auf Madagaskar und den Komoren vor.
  - Grisollea thomassetii Hemsl.: Sie kommt auf den Seychellen nur auf Mahé sowie Silhouette vor.
- Hartleya Sleumer: Sie enthält nur eine Art:
  - Hartleya inopinata Sleumer: Sie kommt in Neuguinea vor.[2]
- Irvingbaileya R.A.Howard: Sie enthält nur eine Art:
  - Irvingbaileya australis (C.White) R.A.Howard: Sie kommt nur im australischen Bundesstaat Queensland vor.[2]
- Lasianthera P.Beauv.: Sie enthält nur eine Art:
  - Lasianthera africana P.Beauv.: Sie ist im tropischen Westafrika verbreitet.[2]
- Medusanthera Seem. (Syn.: Tylecarpus Engl.): Die fünf bis sieben Arten sind von Malesien bis zu westlichen Pazifischen Inseln verbreitet.[2]
- Stemonurus Blume (Syn.: Urandra Thwaites): Die etwa 30 Arten sind in Indomalesien verbreitet.[2]
- Whitmorea Sleumer: Sie enthält nur eine Art:
  - Whitmorea grandiflora Sleumer: Sie kommt nur auf den Salomonen vor.[2]